# Ciachcin
Ciachcin is een plaats in het Poolse district  Płocki, woiwodschap Mazovië. De plaats maakt deel uit van de gemeente Bielsk en telt 170 inwoners.